# Amhrán na bhFiann
Amhrán na bhFiann (udtale: /ˈəuɾˠaːn̪ˠ nˠə vʲiːn̪ˠ/) er den Irske Republiks nationalsang. Den synges på Irsk gælisk og er oversat til gælisk af Liam Ó Rinn fra The Soldier's Song. Den er Amhrán Náisiúnta na hÉireann (= "Den irske nationalhymne").
Teksten er af Peadar Kearney, som komponerede musikken sammen med Patrick Heeney. Irske nationalister betragter sangen som hele øens nationalsang. Unionisterne (tilhængere af Nordirlands forbliven i Storbritannien) afviser brugen af den uden for den Irske Republik.
| Irisk version | Fonetisk transskription | Engelsk version. |
| --- | --- | --- |
| Sinne Fianna Fáil Atá faoi gheall ag Éirinn Buíon dár slua Thar toinn do ráinig chughainn Faoi mhóid bheith saor Sean-tír ár sinsear feasta Ní fhágfar faoin tiorán ná faoin tráill Anocht a théam sa bhearna bhaoil Le gean ar Ghaeil chun báis nó saoil Le gunna scréach faoi lámhach na bpiléar Seo libh canadh Amhrán na bhFiann | ˈɕɪnʲə ˈfʲiːn̪ˠə fˠaːlʲ əˈt̪ˠaː fˠiː jaːɫ̪ ɛɟ ˈeːɾʲənʲ bˠiːn̪ˠ d̪ˠaːɾˠ sˠɫ uə haɾˠ t̪ˠiːn̪ˠ d̪ˠə ˈɾˠaːnʲəɟ xuənʲ fˠiː woːdʲ vʲɛ sˠiːɾˠ ˈɕanʲˌtʲiːɾʲ aːɾˠ ˈɕɪnʲɕəɾʲ ˈfʲasˠt̪ˠə nʲiː ˈaːgfˠəɾˠ fˠiːnʲ ˈtʲɪɾˠaːn̪ˠ n̪ˠaː fˠiːnʲ tʲɾʲaːlʲ əˈn̪ˠɔxt̪ˠ ə heːm sə ˈvʲaːɾˠnˠə wiːlʲ lʲə ɟan̪ˠ ɛɾʲ ɣeːlʲ xʊn̪ˠ bˠaːɕ n̪ˠoː sˠiːlʲ lʲə ˈgʊn̪ˠə ɕcɾʲeːx fˠiː ˈɫ̪aːwəx n̪ˠə ˈbʲɪlʲeːɾˠ ɕɔ lʲɪvʲ ˈkanə ˈəuɾˠaːn̪ˠ n̪ˠə vʲiːn̪ˠ | Soldiers are we Whose lives are pledged to Ireland Some have come From a land beyond the wave Sworn to be free No more our ancient sire land Shall shelter the despot or the slave Tonight we man the "gap of danger" In Erin's cause, in death or life 'Mid cannon's roar and rifles' peal We'll chant a soldier's song |